# Castles (album)
| Recensione       | Giudizio |
| ---------------- | -------- |
| AllMusic         |          |
| Robert Christgau | A-       |

Castles è il terzo (ed ultimo) album discografico dei Joy of Cooking, pubblicato dalla casa discografica Capitol Records nel luglio del 1972.

## Tracce

### LP
Lato A
1. Don't the Moon Look Fat and Lonesome – 4:10 (Toni Brown)
2. Waiting for the Last Plane – 4:00 (Toni Brown)
3. Lady Called Love – 3:30 (Toni Brown)
4. Three-Day Loser – 4:00 (Terry Garthwaite)
5. Castles – 3:50 (Toni Brown)

Lato B
1. Beginning Tomorrow – 4:30 (Toni Brown)
2. Let Love Carry You Along – 2:45 (Toni Brown)
3. Home Town Man – 4:00 (Terry Garthwaite)
4. All Around the Sun and the Moon – 4:40 (Toni Brown)
5. Bad Luck Blues – 3:30 (Blind Lemon Jefferson)

## Musicisti
Don't the Moon Look Fat and Lonesome
- Terry Garthwaite - chitarra bottleneck, voce
- Toni Brown - piano elettrico, voce
- Jeff Neighbor - basso
- Fritz Kasten - batteria
- Ron Wilson - harp, tambourine

Waiting for the Last Plane
- Terry Garthwaite - chitarra acustica a 12 corde, voce solista
- Toni Brown - piano, voce, chitarra steel
- Jeff Neighbor - basso
- Fritz Kasten - batteria
- Ron Wilson - congas
- Carl Dukatz - chitarra elettrica

Lady Called Love
- Terry Garthwaite - chitarra ritmica, voce
- Toni Brown - piano, voce solista
- Jeff Neighbor - basso
- Fritz Kasten - batteria
- Ron Wilson - tambourine
- Carl Dukatz - chitarra solista

Three-Day Loser
- Terry Garthwaite - chitarra, voce solista
- Toni Brown - piano
- Jeff Neighbor - basso
- Fritz Kasten - batteria
- The Joy & Friends - cori

Castles
- Terry Garthwaite - chitarra, voce
- Toni Brown - piano, voce
- Jeff Neighbor - basso
- Fritz Kasten - batteria
- Ron Wilson - congas

Beginning Tomorrow
- Terry Garthwaite - chitarra, voce solista
- Toni Brown - piano, voce. maracas
- Jeff Neighbor - basso
- Ron Wilson - congas

Let Love Carry You Along
- Terry Garthwaite - chitarra, voce
- Toni Brown - piano, voce
- Jeff Neighbor - basso
- Fritz Kasten - batteria
- Ron Wilson - tambourine
- The Joy - cori

Home Town Man
- Terry Garthwaite - chitarra, voce
- Toni Brown - piano elettrico
- Jeff Neighbor - basso
- Fritz Kasten - batteria
- Ron Wilson - congas

All Around the Sun and the Moon
- Terry Garthwaite - chitarra, voce solista
- Toni Brown - piano, organo, voce
- Jeff Neighbor - basso
- Fritz Kasten - batteria
- Ron Wilson - congas

Bad Luck Blues
- Terry Garthwaite - chitarra, voce solista
- Toni Brown - piano, voce
- Jeff Neighbor - basso
- Fritz Kasten - batteria

Note aggiuntive
- John Palladino – produttore
- Jim Horn - arrangiamento strumenti a corda e strumenti a fiato, sax solo (brani: Three-Day Loser, Castles, Beginning Tomorrow e All Around the Sun and the Moon)
- Registrato a Berkeley (California), marzo 1972
- Gary Coolick e Jay Ranellucci – ingegneri delle registrazioni
- Bob Fried – design copertina album originale
- Roland Schneider – foto copertina album originale
- Baron Wolman – foto retrocopertina album originale
- John Hoernle – art direction copertina album originale [4]